# Matthäus Dresser
Pour les articles homonymes, voir Dresser.
Matthäus Dresser (né le 24 août 1536 à Erfurt, mort le 5 octobre 1607 à Leipzig) est un humaniste, pédagogue, philologue et historien allemand.

## Biographie
Dresser vient d'un milieu humble. Après avoir fréquenté l'école à Erfurt et Eisleben, il commence à étudier à l'université de sa ville natale, où il assiste aux conférences de Martin Seidemann. À Erfurt, on le recense à partir de 1558, où il obtient un Magister en philosophie en 1559. À partir de 1560, il enseigne lui-même l'hébreu à l'université d'Erfurt. Lorsque le lycée municipal évangélique d'Erfurt (de) commence à être construit en 1561, il y participe et en 1562 y devient professeur de littérature grecque.
En 1575, Dresser devient recteur de l'école Saint Afra à Meissen. Après six ans, en 1581, il est nommé professeur de langues et d'histoire grecques et latines à l'université de Leipzig. Ici, il participe aussi aux tâches d'organisation de l'université. Il est quatre fois doyen de la faculté de philosophie et recteur de l'alma mater au semestre de l'hiver 1599. Dresser écrit un certain nombre d'ouvrages latins savants. L’Isagoge historica est considérée comme son œuvre principale.
Matthäus Dresser meurt du paludisme et est enterré le 7 octobre 1607 dans la Paulinerkirche de Leipzig. Bien qu'il ait intériorisé les principes de Philippe Melanchthon, il reste fidèle aux sentiments théologiques luthériens.
Dresser se marie deux fois. Son premier mariage a lieu en 1565 avec Juliane Sarcer (née en 1547 à Dillingen, morte le 16 août 1598 à Leipzig), la fille d'Erasmus Sarcerius. Son deuxième mariage est en 1600 avec Maria Cordes, la fille du praepositus de l'université de Leipzig M. Henricus Cordes. Les deux mariages ne donnent pas d'enfants.